# Jim McManus (tennista)
James Henry McManus, detto Jim (Oakland, 16 settembre 1940 – Ponte Vedra Beach, 18 gennaio 2011), è stato un tennista statunitense.